# 白加道

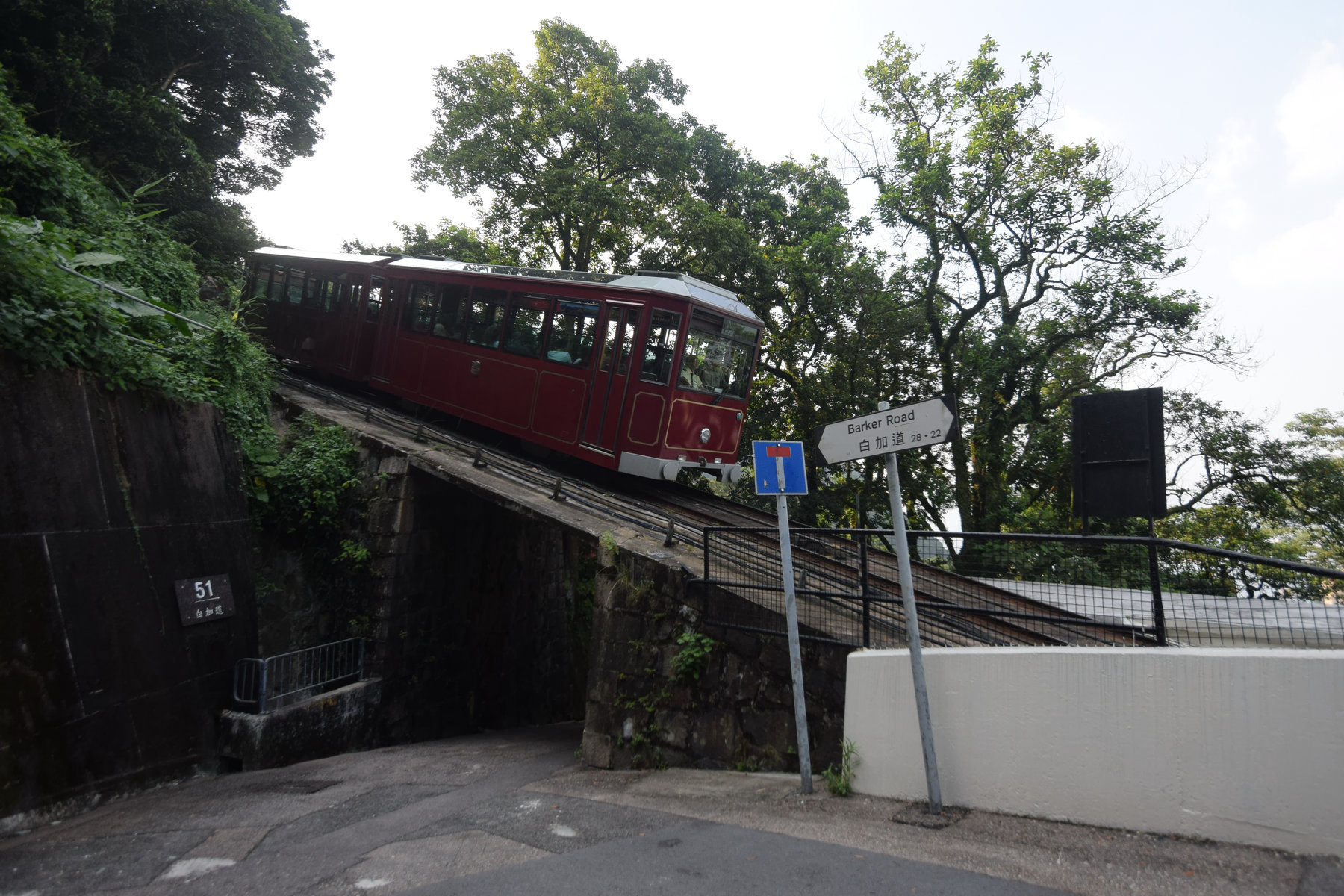
一列山頂纜車正在通過白加道。

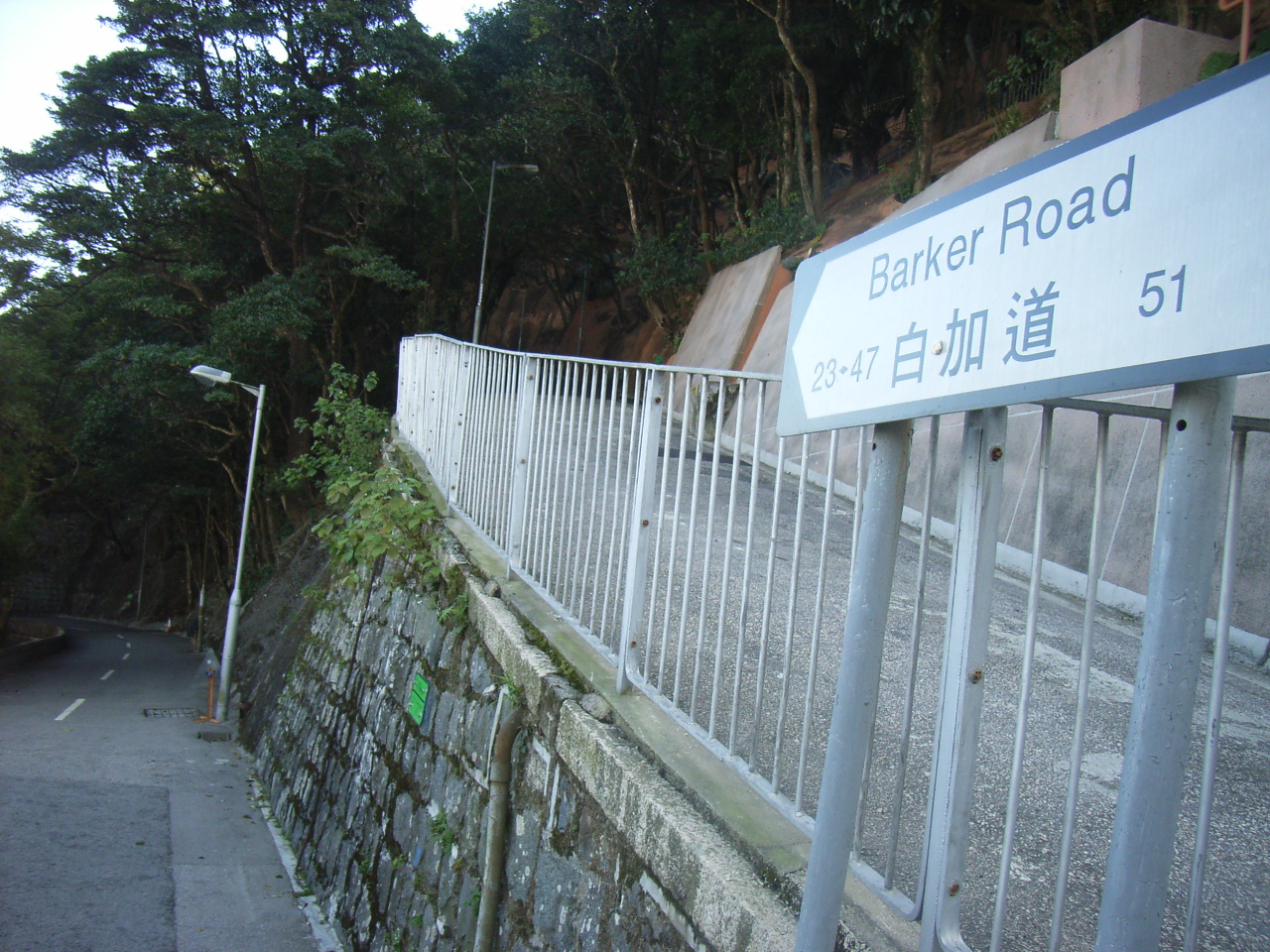
白加道之西端街尾的景觀

白加道（英語：Barker Road）是香港的一條行車道路，是來往香港島太平山山頂白加道站至山腰山頂道40號摘星閣鄰近之間。白加道是雙線雙向行車道，無巴士、小巴，是傳統高尚住宅區，不過可容許的士、貨車及私家車等車輛出入。
白加道1號是摘星閣，沿途無分支路往其他街道，直至終點白加道51號，西端該處除了是小型纜車分站，也是白加道與舊山頂道及種植道交界點，向南面山上望去見太平山獅子亭，向北望可以遠眺維多利亞港及中環、尖沙咀兩岸。至於在街頭，白加道1號鄰近，除了見山頂道公路有巴士站及加油站，還有出入於僑福道路口的小巴及的士等。
白加道沿途有豪宅柏加別墅、政務司司長官邸、三軍司令官邸及摘星閣等。白加道沿途的住宅，正門不在路邊，以高架斜道連接，路口有保安，又或者鐵閘上貼有告示「私人地方，內有惡犬」。
白加道是1890年代已經開拓的道路，以署理香港總督白加爵士（George Digby Barker）命名。

## 香港第二昂貴物業
2013年11月17日，由和記黃埔持有的白加道28號洋房項目，發佈銷售安排，其中最貴的8號屋，在11月20日以先到先得形式發售。8號屋實用面積6,863方呎，售7.4億元（包括16號及17號車位），呎價高達107,825元，若賣出將成為全港史上次貴單一住宅，僅次於山頂天比高10號屋於2011年實呎13萬元的紀錄。白加道28號單邊洋房，未有提供任何優惠，仍以7.4億元售出。若買家來自境外或以公司名義購入，估計須繳付的額外稅項最高將達1.73億元。和黃加推3號屋，在11月24日火速以5.38億元售出。

## 白加道名人業主（部份）

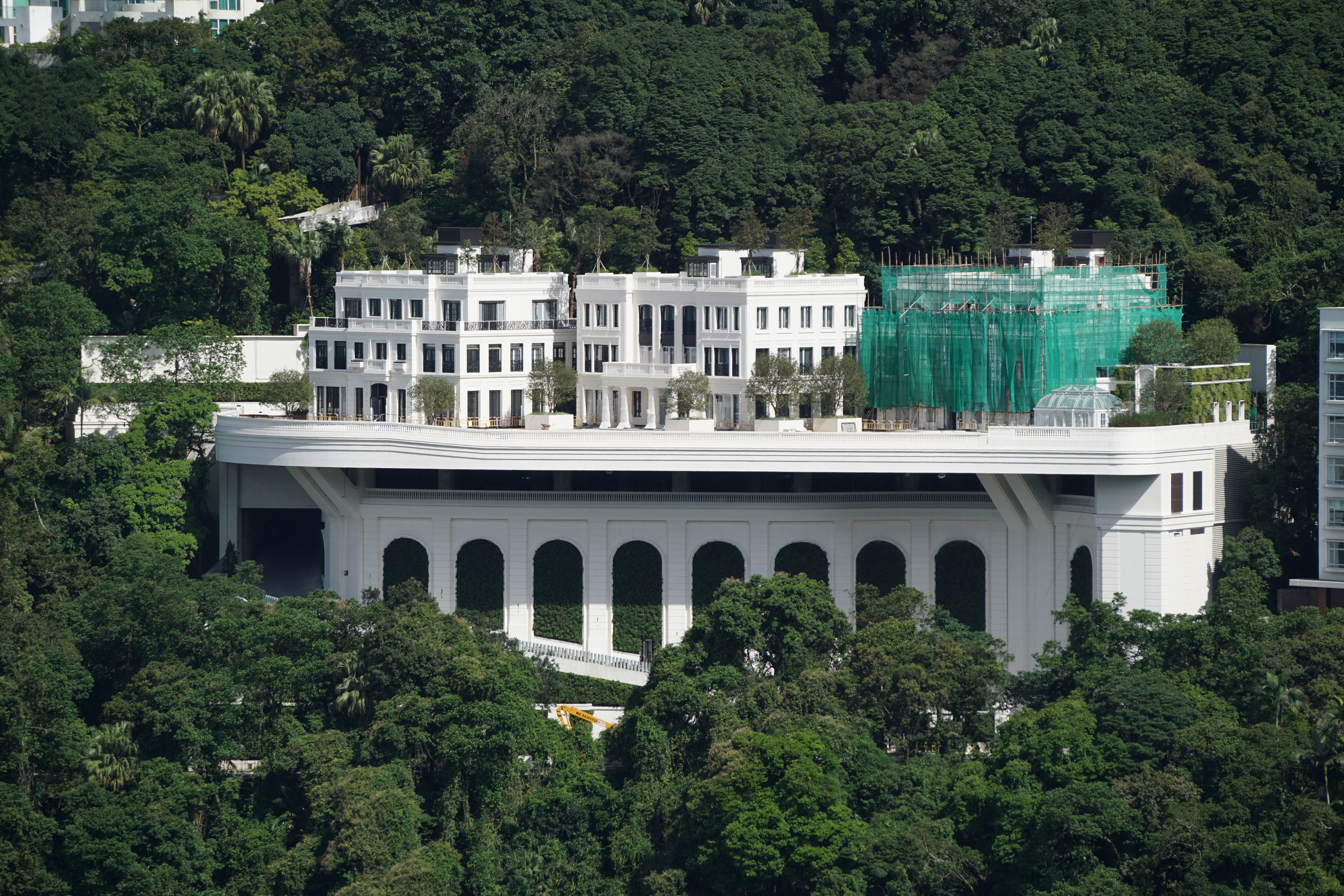
李兆基家人位於白加道35號的獨立大屋

- 白加道1號：大生地產馬氏家族$3,000萬（1989年）
- 白加道2號：華潤物業共有十一幢別墅，分別由一幢獨立別墅及十幢相連別墅組成，建築面積分有3.900餘平方呎至4,900餘平方呎（1986年）
- 白加道3號：美國駐港總領事官邸[5]
- 白加道8號：Trollstua
- 白加道11號：解放軍駐香港部隊司令員官邸
- 白加道12號：田北俊$1.5億（ 1996年）
- 白加道15號：政務司司長官邸 (香港二級歷史建築)
- 白加道17號：舊域多利醫院 (香港三級歷史建築)
- 白加道22號：前身為比利時領事官邸，袁天凡买入价$1.635億（ 2000年），转卖给馬雲作价$15億（2015年），地盤面積33,500平方尺，實用面積9,890平方尺，獲批建一幢4層高及連1層低層地下的洋房，總樓面面積約12,448方呎，較現有樓面多出逾25%。[6]
- 白加道23至26號：Cragside Mansion（潘迪生爵士、陳方安生家族及陳俊豪、永傑集團老闆陳澤儒等居所）[5]
- 白加道27號：Altadena頂層複式李國寶爵士持有
- 白加道28號：前身為1幢7層高、名為武士橋大廈，提供14個2100多方呎單位，一直由和黃持有收租，其後拆卸重建為7幢面積6000至8000方呎的洋房
- 白加道28號：1號屋：陳鐵漢$5億，實用面積5271方呎，連兩個車位，連花園701方呎及平台1052方呎，實用呎價94,859元。（ 2015年）
- 白加道28號：2號屋：陳曉穎$5.3億，實用面積5692方呎，連兩個車位，連花園654方呎及平台1,214方呎，實用呎價93,113元。（ 2014年）
- 白加道28號：3號屋：陳韻雲$5.38億，實用面積5,706方呎，連兩個車位，花園面積752呎及平台1214方呎，呎價94,287元。（ 2013年）
- 白加道28號：5號屋：于鳳$5.42億，實用面積5700方呎，連兩個車位，花園940方呎及平台1214方呎，實用呎價95088元。（ 2015年11月8日）已以5.3億元，呎價約92,982元，出售給余欣（YU XIN），原業主帳面已較五年前輸1,200萬元，連釐印費及代理佣金輸4,033.5萬元。（ 2020年12月21日）
- 白加道28號：6號屋：Lai Chun Lam$6.98億，實用面積6,856方呎，連10及11號車位，花園1,533方呎及平台1577方呎，實用呎價101,809元。（ 2015年11月3日）
- 白加道28號：7號屋：錢峰雷$6.9億，實用面積6,847方呎，連兩個車位，花園1,822方呎及平台1577方呎，實用呎價100,774元。（ 2014年）
- 白加道28號：8號屋：李曙峰$7.4億，實用面積約6,863方呎，連兩個車位，花園約1,992方呎及平台1577方呎，實用呎價約107,825元。（ 2013年）
- 白加道31號：A號屋：劉鑾雄$1.45億（2005年）已轉贈呂麗君
- 白加道31號：B號屋：楊家誠$1.46億（2005年）
- 白加道31號：C號屋：UA亞洲聯合財務創辦人長源彰弘 $1.78億（2007年）
- 白加道31號：D號屋：劉鑾雄$4.2億（2015年）已轉贈兒子劉鳴煒，實用面積3319方呎，花園連私家泳池面積3196方呎
- 白加道35號：李兆基家族$18.2億（2010年5月），地盤面積53350方呎，項目建有3幢洋房，總樓面26758平方呎（包括2幢5312方呎及1幢5925平方呎大屋），設有16個車位，整個項目之豁免樓面31572方呎，發水比例高達118%，補地價涉及約3.36億元
- 白加道37號：賴海民$30億（ 2018年5月），地盤面積20400平方呎，獲批建1座6層高物業(在3層地庫之上)，住宅樓面約24892方呎，非住宅樓面約14992方呎。
- 白加道41號：柏架別墅[5]
- 白加道43號：黃克競家族居所[5]，於2001年入伙，提供一座，共10個單位
- 白加道43號：5樓A室：溢達集團副董事長楊敏賢$1.084億，實用面積1611方呎
- 白加道43號：5樓B室：溢達集團相關人士鄭姓人士$1.084億，實用面積1611方呎
- 白加道47號：黃克競家族$180萬（1978年）資本策略（2011年）成交價2億和補地價1.032億元。
- 白加道51號Epworth Lodge：柬埔寨富豪陳俊堅(Tandijono Tony)，柬埔寨總統航空（President Airlines）、金邊賭場「Holiday Palace」和香港「飛龍旅行社」的老闆。[7]

## 外部連結
- 白加道地圖 （页面存档备份，存于）
- 香港立法會議員梁國雄在白加道示威被趕。 （页面存档备份，存于）